# Nossage-et-Bénévent
Nossage-et-Bénévent – miejscowość i gmina we Francji, w regionie Prowansja-Alpy-Lazurowe Wybrzeże, w departamencie Alpy Wysokie.

## Demografia
Według danych na rok 1990 gminę zamieszkiwało 10 osób, a gęstość zaludnienia wynosiła 2,32 osób/km². W styczniu 2015 r. Nossage-et-Bénévent zamieszkiwało 11 osób, przy gęstości zaludnienia wynoszącej 2,55 osób/km².